# Schlossruine Pansevitz

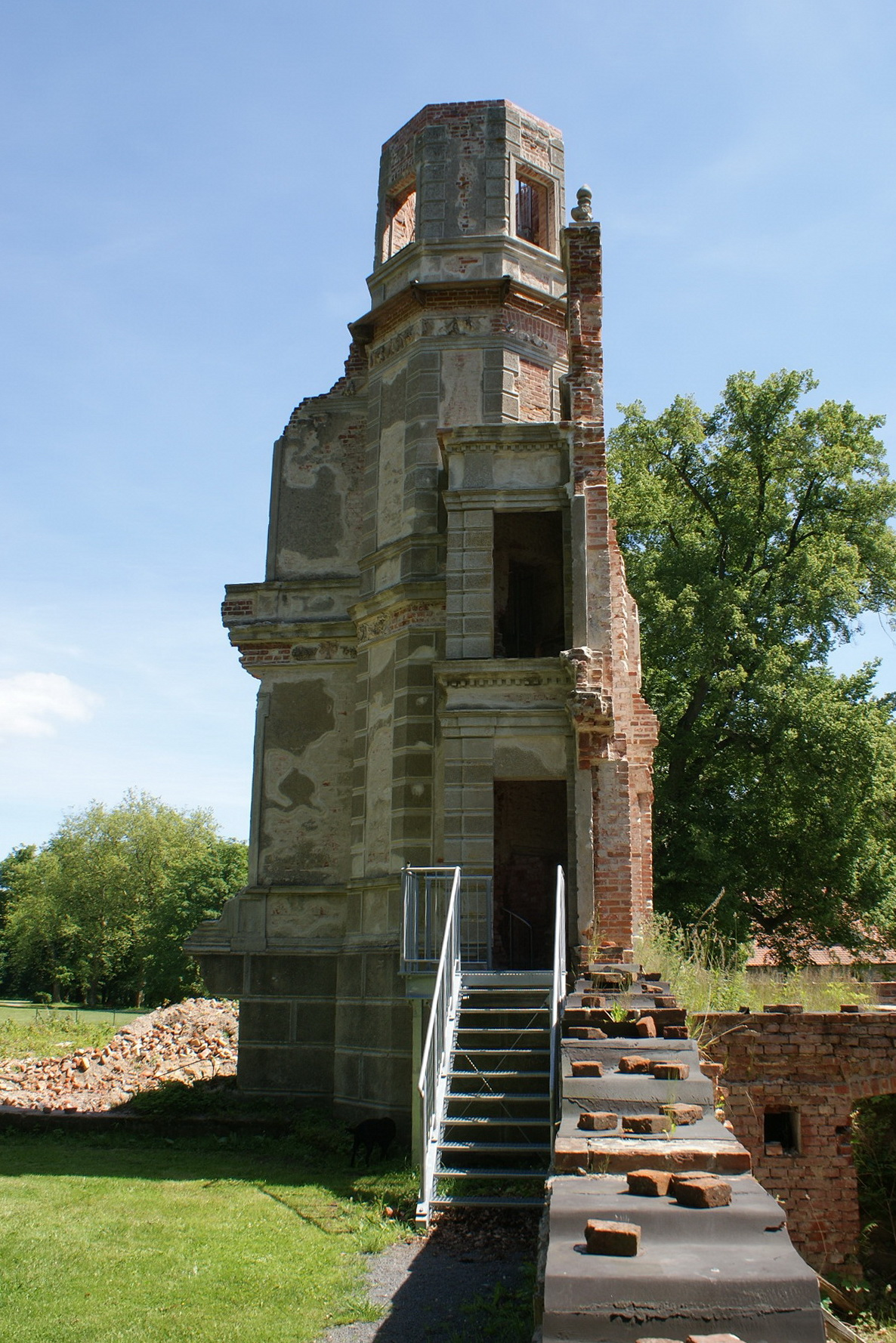
Pansevitz, Turmruine des ehemaligen Herrenhauses.

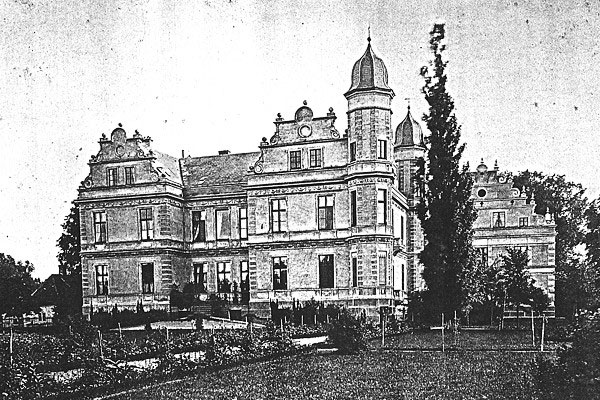
Schloss Pansevitz um 1900 (Postkarte)

Die Schlossruine Pansevitz in Pansevitz auf der Insel Rügen in der Nähe von Gingst in der Gemeinde Kluis ist ein zerfallenes Herrenhaus, das 1597 fertiggestellt wurde. Nach dem Zweiten Weltkrieg, in dem es so gut wie keinen Schaden erlitt, wurde es größtenteils von der einheimischen Bevölkerung als Quelle für Baumaterialien verwendet.
Rund um das Schlossgelände erstreckt sich der mehr als zwölf Hektar große Schlosspark, heute Landschaftspark Pansevitz, der seit 2006 auch als Friedwald genutzt wird.

## Geschichte
Das Gelände rund um die heutige Ruine wurde 1314 erstmals urkundlich erwähnt. Es war im Besitz der Familie von Krassow, zu der u. a. der mecklenburgische General Adam Philipp von Krassow und Carl Reinhold von Krassow gehörten. Die Familie besaß mehrere Begüterungen in Vorpommern. Im 16. Jahrhundert wurde dann mit den Bauarbeiten an dem Herrenhaus Pansevitz begonnen, welches 1597 fertiggestellt wurde. Im 18. Jahrhundert wurde hinter dem Hauptgebäude ein Kavaliershaus errichtet. Zudem fanden Umbauarbeiten an dem Hauptgebäude statt. So wurden Teile der nördlichen und östlichen Fassade entfernt.
Pansevitz gehörte als alter Besitz zu einem größeren Gutskomplex, zunächst im Eigentumsformat eines Majorat. Der mit dem Recht der Erstgeburt gefürste Teil der Familie zu Innhausen und Knyphausen-Lütetsburg übernahm Schloss und Gut Pansevitz im späten 19. Jahrhundert durch Heirat, die nachgeborenen Familienmitglieder tragen bis heute den Grafentitel. Luise von Krassow (* 31. Oktober 1843; † 7. Februar 1930), Tochter des Carl Reinhold von Krassow-Pansevitz, heiratete Edzard zu Innhausen und Knyphausen. Luise zu Innhausen und Knyphausen war Herrin des zuvor 1856 gestiften Freiherrlichen von Krassowschen Familienfideikommiss Pansevitz. Die Erben waren direkt die Enkel Karl-Theodor Graf Innhausen und sein Bruder Tido-Folef Graf Innhausen, beide führten auch die Titulatur Erbjägermeister des Fürstentum Rügen und der Lande Barth und fielen als Offiziere im Zweiten Weltkrieg. Diese Nachfahren des Fürstenpaares bewohnten das Gut, bis die sowjetische Besatzungsmacht sie 1945 enteignete. Nach dem 1939 letztmals amtlich publizierten Pommerschen Güteradressbuch gehörten einst zum Gutskomplex das Waldgut Pansevitz mit rund 600 ha, das Rittergut Gagern zu 486 ha, das Rittergut Varnsevitz umfasste 315 ha, sowie Gut Schweikvitz 248 ha.
Nach der Bodenreform wurden dann vorerst die Häuser nun von sowjetischen Armeeoffizieren bewohnt. Danach bewohnten mehrere Familien das Herrenhaus bis 1963. Anschließend verfiel vor allem das Herrenhaus sehr schnell, ohne das dies bei der Erstauflage des Kunstführers durch die DDR und somit in der Fachliteratur 1969 Erwähnung fand, und der Schutt wurde als Baustoff benutzt.
Erst 1999 wurde mit der Instandsetzung des Parks begonnen, der heute fast vollständig ausgestaltet ist, was auch durch finanzielle Unterstützung der enteigneten Familie Graf Knyphausen und ihrer Verwandtschaft Die Familie bewohnt Schloss Lütetsburg. ermöglicht wurde. 2006 wurde der Park dann schließlich auch als Friedwald genutzt. 2007 wurde die Stiftung Schlosspark Pansevitz gegründet, die sich um die weitere Ausgestaltung und Neuanpflanzungen sowie Unterhaltung und Pflege des Parks kümmert und der heute der Schlosspark gehört. Im Juni 2009 wurde eine Stahl-Wendeltreppe in eine der beiden Turmruinen installiert. Sie führt auf eine Höhe von 17 Metern und kostete mehr als 100.000 €.

## Heutiges Erscheinungsbild
Das Herrenhaus ist fast vollständig verfallen. Es stehen lediglich noch die Ruinen der zwei Türme, die noch etwa 17 Meter hoch sind, sowie einige Grundmauern der Frontfassade. Das Kavaliershaus wurde dagegen vollständig renoviert und ist wieder bewohnt.
Der Park ist ähnlich seiner ursprünglichen Erscheinung wieder hergestellt worden. Die vier großen Teiche wurden vollkommen entschlammt und neu gefüllt.

## Persönlichkeiten
- Carl von Krassow, Erbe von Pansevitz
- Ernst Detlof von Krassow, auf Pansevitz geboren